# 恩施淫羊藿
恩施淫羊藿（学名：Epimedium enshiense），为小檗科淫羊藿属下的一个植物种。